# Ballophilus alluaudi
Ballophilus alluaudi é uma espécie de centopéia do gênero Ballophilus. Pode ser encontrada no Quênia, Somália, África do Sul, Uganda, Zâmbia e Zimbábue.